# Мьюир, Джейми
Джейми Мьюир (англ. Jamie Muir; 30 ноября 1942, Эдинбург — 17 февраля 2025, Корнуолл, Юго-Западная Англия) — британский музыкант и художник. Известен как перкуссионист группы King Crimson.

## Биография
Мьюир в 1960-е годы учился в Эдинбургском колледже искусств, увлекался джазом и начал играть на тромбоне, а впоследствии и на ударных.
Переехав в Лондон, Мьюир работал с хореографом Линдси Кэмпом, играл джемы, записывался с Дэреком Бэйли и Эваном Паркером в Music Improvisation Company в 1968—1971 годах. 
В тот же период он играл в группе Boris с Доном Вэллером and Джимми Роучем и Assagai c Аланом Гоуэном и другими.
В середине 1972 года Роберт Фрипп приглашает Мьюира в King Crimson: «Боб позвонил, я поиграл с ним и уже не захотел заниматься ничем другим». Таким образом Мьюир становится участником группы. Он играл как на стандартной ударной установке, так и на различных инструментах, извлекая подчас необычное звучание. Он использовал колокол, деревянные колотушки, мбиру, музыкальную пилу, цепи трещотки, гонги, различные виды барабанов, создавая ни на что не похожее звучание. Оставив свою ударную установку, он носился по сцене, находясь в каком-то экстатическом состоянии, потрясал около микрофонов цепями, колотил палочками по гонгам. С участием Мьюира был записан альбом Larks' Tongues in Aspic; сохранились записи нескольких концертных выступлений с его участием. 
7 февраля 1973 года Джейми Мьюир покинул группу и ушёл в буддистский монастырь в Шотландии. Он исчез с музыкальной сцены до 1980 года. По возвращении из монастыря Мьюир сделал несколько записей с Эваном Паркером и Дэреком Бэйли, поучаствовал в записи саундтрека к фильму Ghost Dance, после чего забросил музыку и перешёл исключительно на живопись. Последней его музыкальной записью является альбом, записанный в 1983 году и выпущенный в 1996-м. В его записи участвовали Майкл Джайлз и Дэвид Каннингем.
Умер 17 февраля 2025 года в Корнуолле, Англия, в возрасте 82 лет.